# Verhoturje
Verhoturje (oroszul: Верхоту́рье) város Oroszországban, az Urál-hegység középső részén, a Tura folyó bal partján, Jekatyerinburgtól mintegy 300 km-re északra. A szverdlovszki terület verhoturjei kerületének közigazgatási központja.
Népessége a 2010. évi népszámlálás alapján 8820 fő volt. 
Verhoturjét 1598-ban Vaszilij Golovin és Ivan Vojejkov alapította Neromkar manysi település helyén. 1674-ben és 1738-ban súlyos tűzvészek voltak. A vasút 1906-tól köti össze az ország más részeivel. 1926-ban elvesztette városi rangját, majd csak 1947-ben nyerte vissza. Két fontos kőolajvezeték halad át a közelben és a 2010-es években egy olajfinomító építését tervezik.
A környező bányavárosokkal ellentétben Verhoturje viszonylag érintetlen volt az iparosítástól, és történelmi jellegének nagy részét megőrizte. Ez az egyik legrégebbi orosz település az Urál keleti szélén.

## Templomok
A városban és a környéken mintegy negyven templommal az orosz ortodox kereszténység egyik központjaként tartják számon. Nem hivatalosan az Urál szellemi fővárosa.
A híres templomok közé tartozikː
- a Szentháromság-székesegyház (épültː 1703-1712),
- Szt. Miklós-kolostor (1604-ben alapították)
- a Szent Kereszt Felmagasztalásának székesegyháza (1905-1913)
- a Színeváltozás-templom (1821).

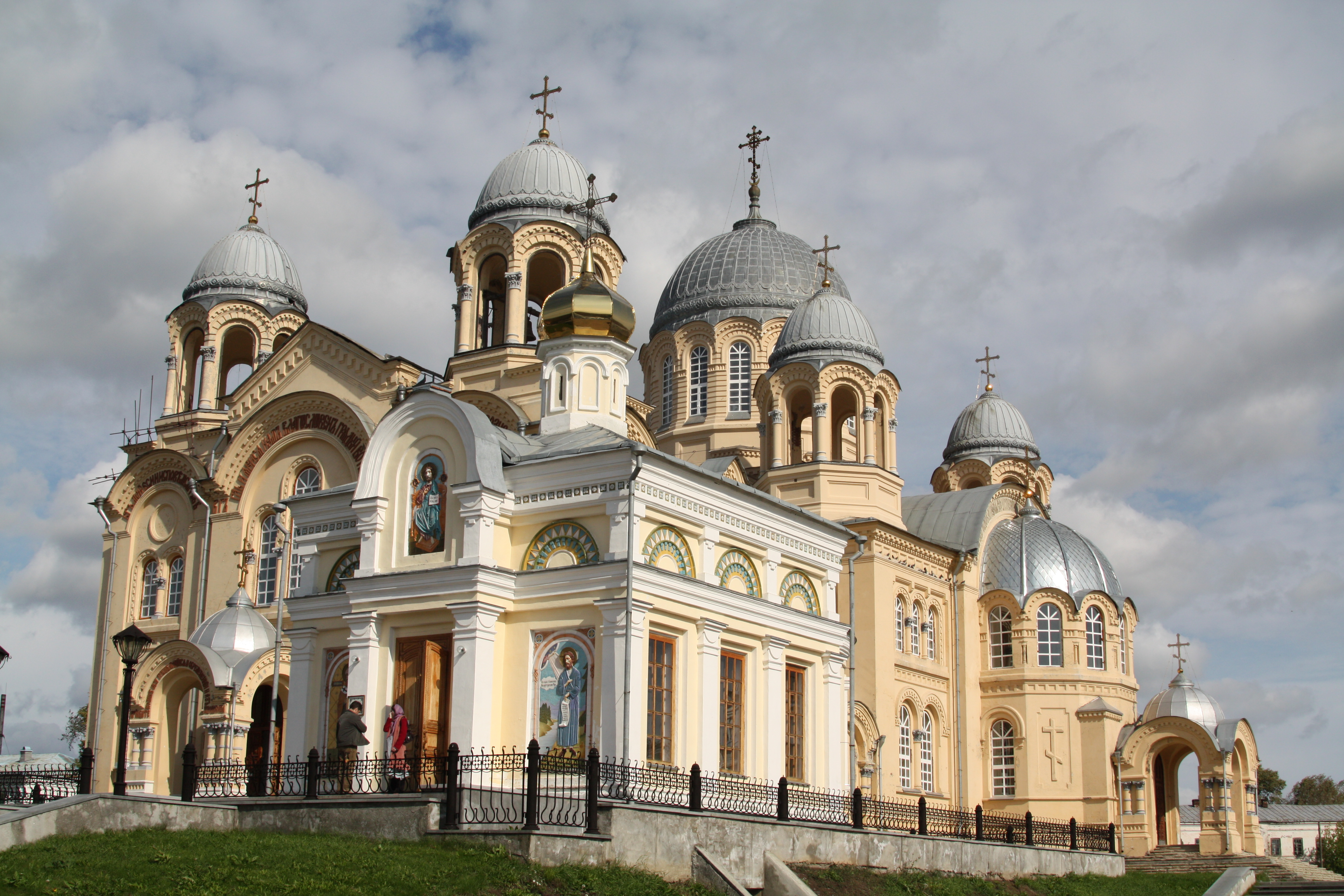
Szent Kereszt Felmagasztalásának székesegyháza
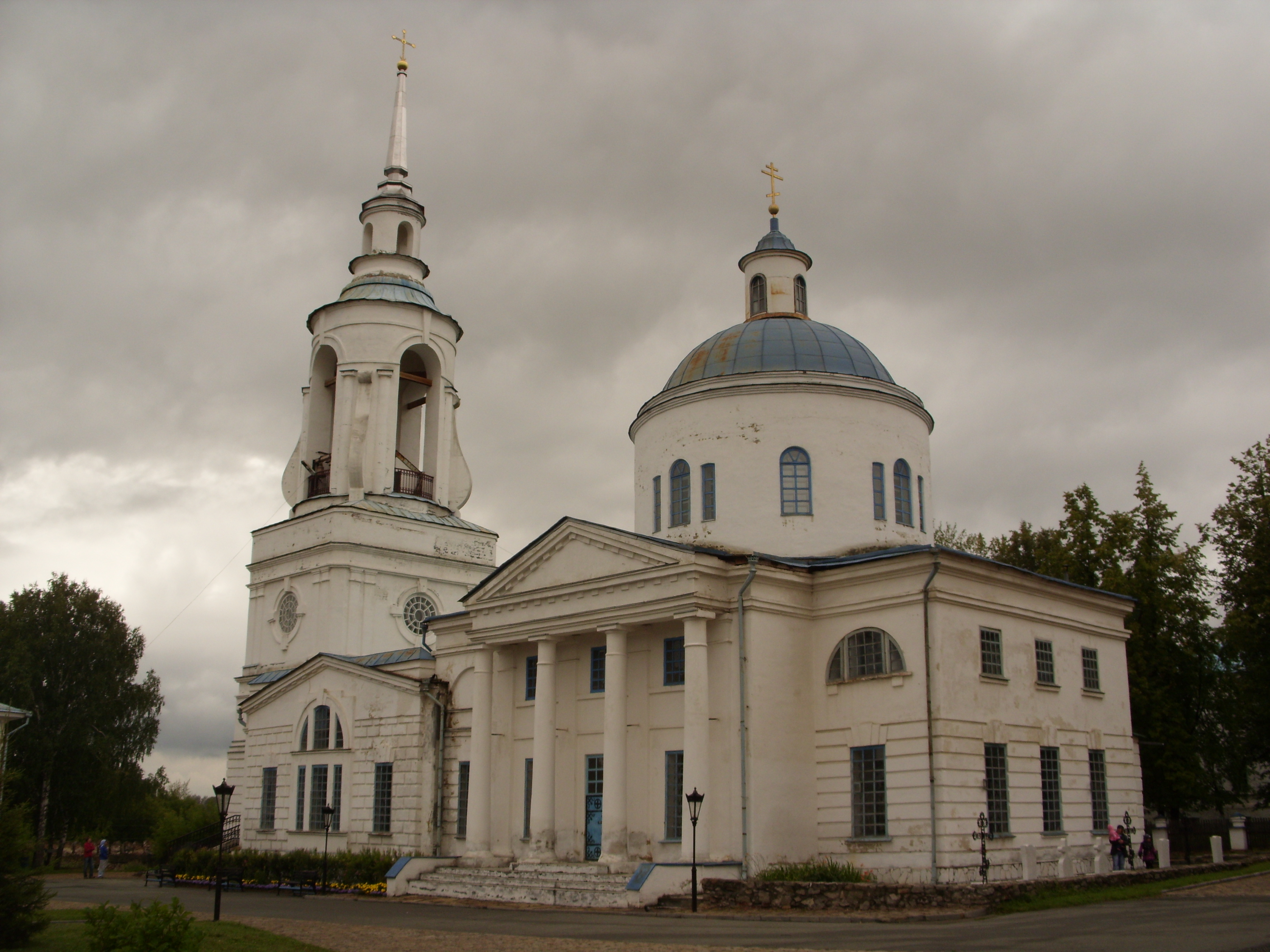
Színeváltozás temploma
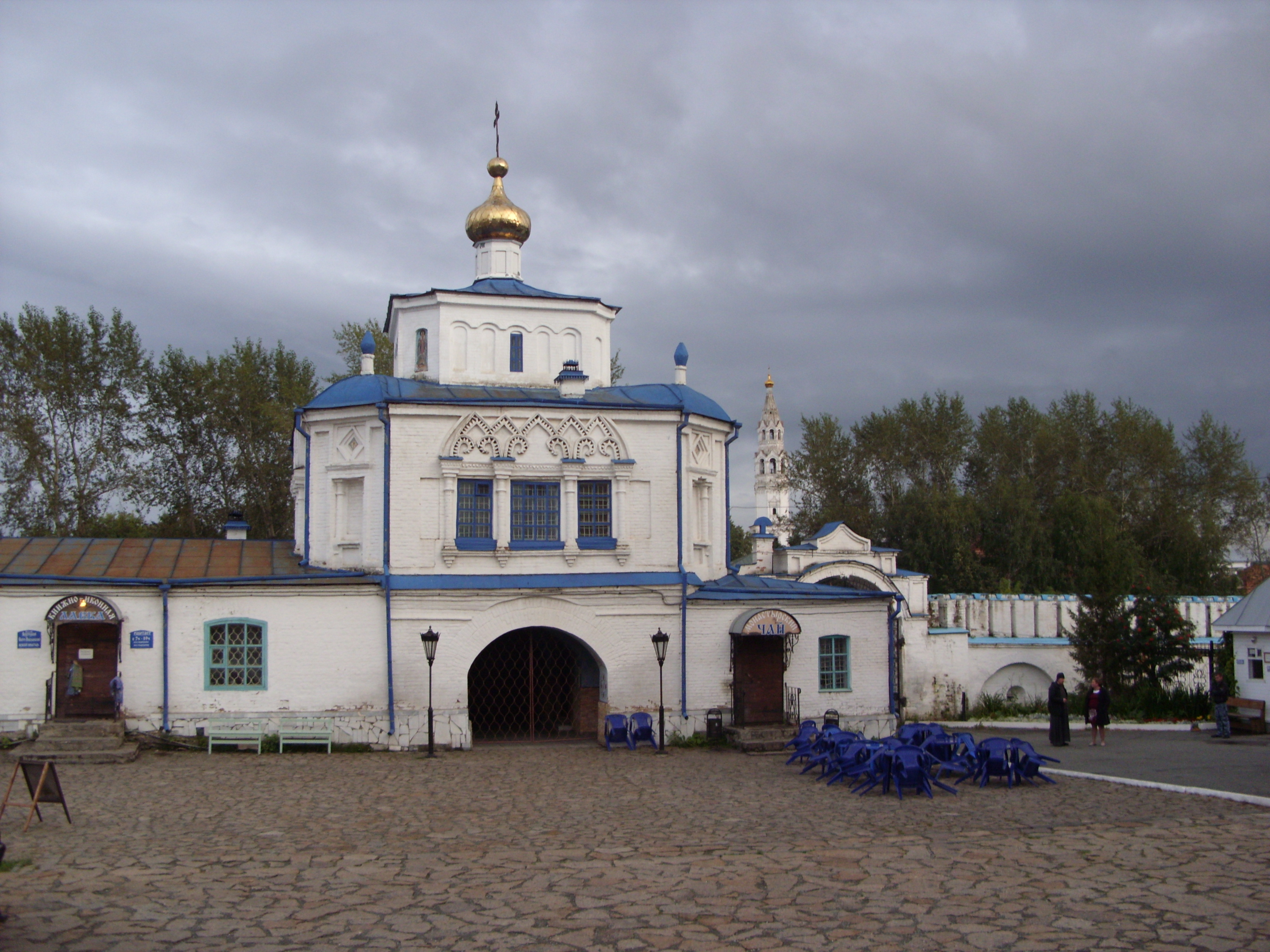
Szimeon és Anna templom
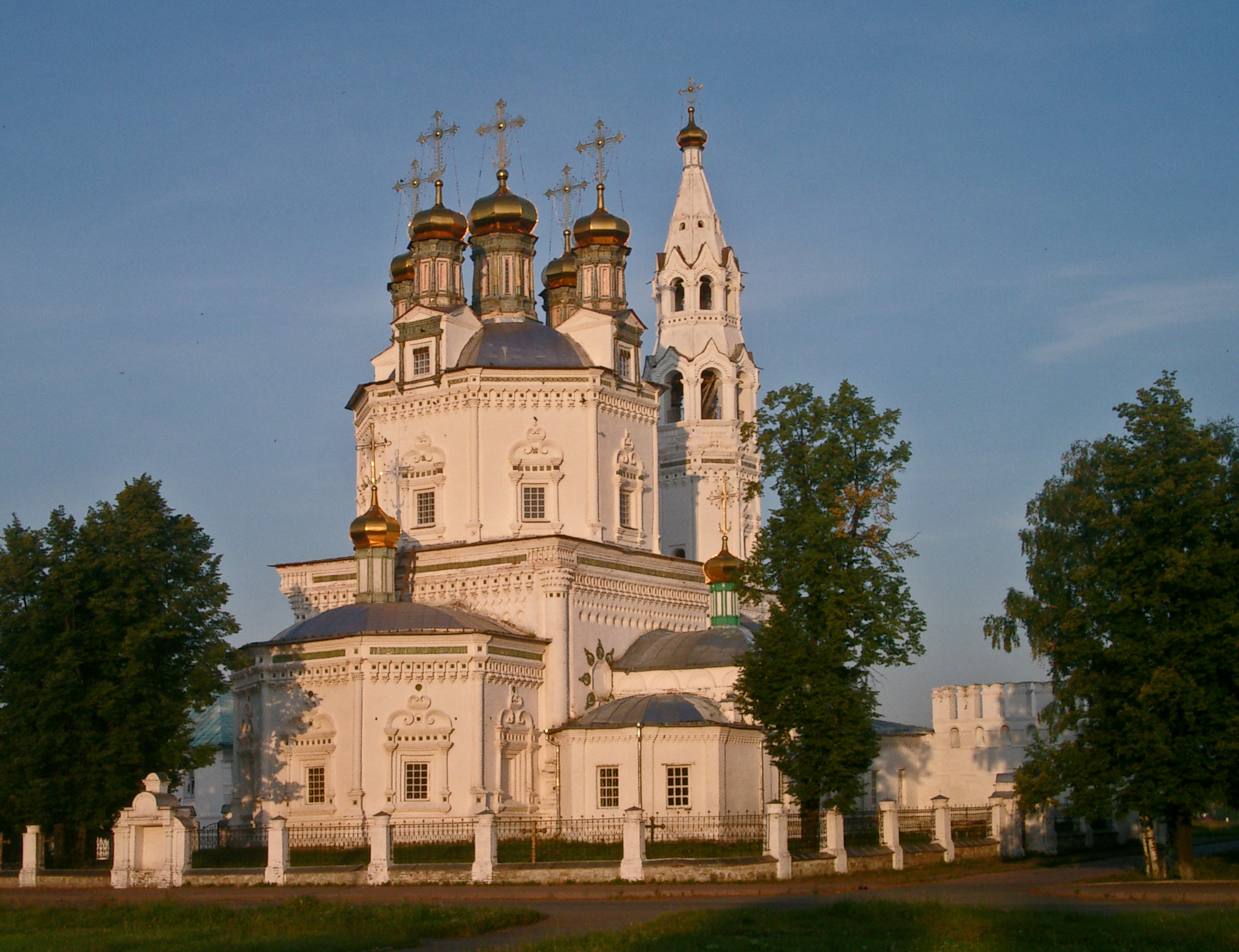
Szentháromság-székesegyház

## Népességének változása
| Lakosok száma | 3000 | 10 917 | 9000 | 8400 | 7600 | 7400 | 8809 | 8748 | 8593 | 6578 |
|               | 1856 | 1959   | 1992 | 2000 | 2005 | 2008 | 2012 | 2015 | 2019 | 2023 |

## Fordítás
- Ez a szócikk részben vagy egészben  a(z)   Верхотурье című orosz Wikipédia-szócikk fordításán alapul.  Az eredeti cikk szerkesztőit annak laptörténete sorolja fel. Ez a jelzés csupán a megfogalmazás eredetét és a szerzői jogokat jelzi, nem szolgál a cikkben szereplő információk forrásmegjelöléseként.